# سرهی سمنوف
سرهی سمنوف (اوکراینی: Сергій Олександрович Семенов؛ زادهٔ ۲۸ ژوئیهٔ ۱۹۸۸) ورزشکار دوگانه اهل اتحاد جماهیر شوروی سوسیالیستی است. وی همچنین از ورزشکاران دوگانه در بازی‌های المپیک زمستانی ۲۰۱۰ تا ۲۰۱۸ بوده است. 